# Азид меди(II)
Ази́д ме́ди(II) (химическая формула — Cu(N3)2) — неорганическая бинарная медная соль азотистоводородной кислоты. 
При стандартных условиях, азид меди(II) — это твёрдые взрывоопасные коричневые кристаллы.

## Физические свойства
Азид меди не имеет практического применения из-за крайне высокой чувствительности к любому начальному импульсу и возможности самопроизвольного взрыва.
| Свойство                            | Значение         |
| ----------------------------------- | ---------------- |
| Скорость детонации                  | 5000-5500 м·с−1  |
| Теплота сгорания                    | 67,23 ккал·г−1   |
| Энергия активации                   | 26,5 ккал·моль−1 |
| Инициирующая способность по тетрилу | 0,001 г          |
| Инициирующая способность по ТЭН     | 0,0004 г         |

Чувствительность к удару на копре Вёлера:
| Свойство               | Значение |
| ---------------------- | -------- |
| Вес падающего груза, г | 600      |
| Верхний предел, мм     | 70       |
| Нижний предел, мм      | 10       |

По некоторым характеристикам, азид меди(II) превосходит многие иные детонаторы, например, 0.4 мг азида меди способны инициировать взрыв ТЭН, в то время как для достижения того же эффекта, следует использовать 10 мг азида свинца.

## Химические свойства
- Нагревание водного раствора азида меди (гидролиз) приводит к образованию основного азида меди(II):

{\displaystyle {\mathsf {Cu(N_{3})_{2}+H_{2}O\rightarrow Cu(OH)N_{3}+HN_{3}}}}
Известны несколько менее взрывоопасные комплексные соли, такие как [Cu(NH3)4](N3)2 и Li4[Cu(N3)6].

## Получение
- Азид меди может быть получен путём взаимодействия нитрата меди Cu(NO3)2 с азидом натрия NaN3:

{\displaystyle {\mathsf {Cu(NO_{3})_{2}+2NaN_{3}\rightarrow Cu(N_{3})_{2}+2NaNO_{3}}}}
- Взаимодействие оксида меди(I) и азотистоводородной кислоты[4]:

{\displaystyle {\mathsf {Cu_{2}O+5HN_{3}\rightarrow 2Cu(N_{3})_{2}+N_{2}+H_{2}O+NH_{3}}}}
В зависимости от чистоты продукта, цвет азида меди(II) может быть жёлтым, зелёным или коричневым.
- Также некоторое количество азида образуется в результате действия водного раствора азотистоводородной кислоты на медь. В данном случае, побочными продуктами в зависимости от концентрации кислоты и температуры могут быть аммиак, азот и гидразин[4].

## Физиологическое действие
Как и все азиды, азид меди — это чрезвычайно ядовитая соль.